# Newcastle, Novi Južni Wales
Newcastle je mesto v Novem Južnem Walesu v Avstraliji. Nahaja se 116 km severno od Sydneya. Leta 2021 je imelo metropolitansko območje Greater Newcastle 682.465 prebivalcev, samo mesto pa 453.515 prebivalcev. Zaradi tega je drugo najbolj naseljeno mesto v Novem Južnem Walesu in šesto ali sedmo najbolj naseljeno mesto v Avstraliji.